# Caterina d'Austria
Caterina d'Asburgo, o Caterina d'Austria, arciduchessa d'Austria (Vienna, 15 settembre 1533 – Linz, 28 febbraio 1572), era una dei quindici figli dell'imperatore Ferdinando I e Anna di Boemia e Ungheria.

## Biografia

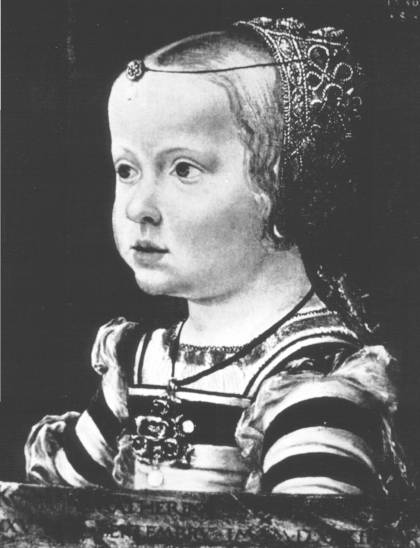
Ritratto di Caterina da bambina.

Caterina era una dei quindici figli dell'imperatore Ferdinando I e Anna di Boemia e Ungheria. Trascorse gran parte della sua infanzia a Hofburg, a Innsbruck, e ricevette un'istruzione basata sulla disciplina e la religione. Ha imparato l'italiano e il latino.

### Primo matrimonio
Il 17 marzo 1543, Caterina fu promessa in sposa a Francesco III Gonzaga, Duca di Mantova e marchese di Monferrato. Ciò rifletteva il desiderio del padre di rafforzare l'influenza degli Asburgo contro la Francia nel nord Italia, in particolare a Milano. Sia Caterina che Francesco avevano 9 e 10 anni all'epoca.
Il matrimonio ebbe luogo sei anni dopo, il 22 ottobre 1549. Caterina fu scortata da suo fratello maggiore Ferdinando II, a Mantova. La sua dote era di 100.000 fiorini.
Il matrimonio durò solo quattro mesi, quando Francesco III morì il 21 febbraio 1550.
Caterina, ormai vedova, tornò a Innsbruck. Gli Asburgo sostennero che il matrimonio non era stato consumato per aumentare le possibilità di Caterina per un secondo matrimonio.

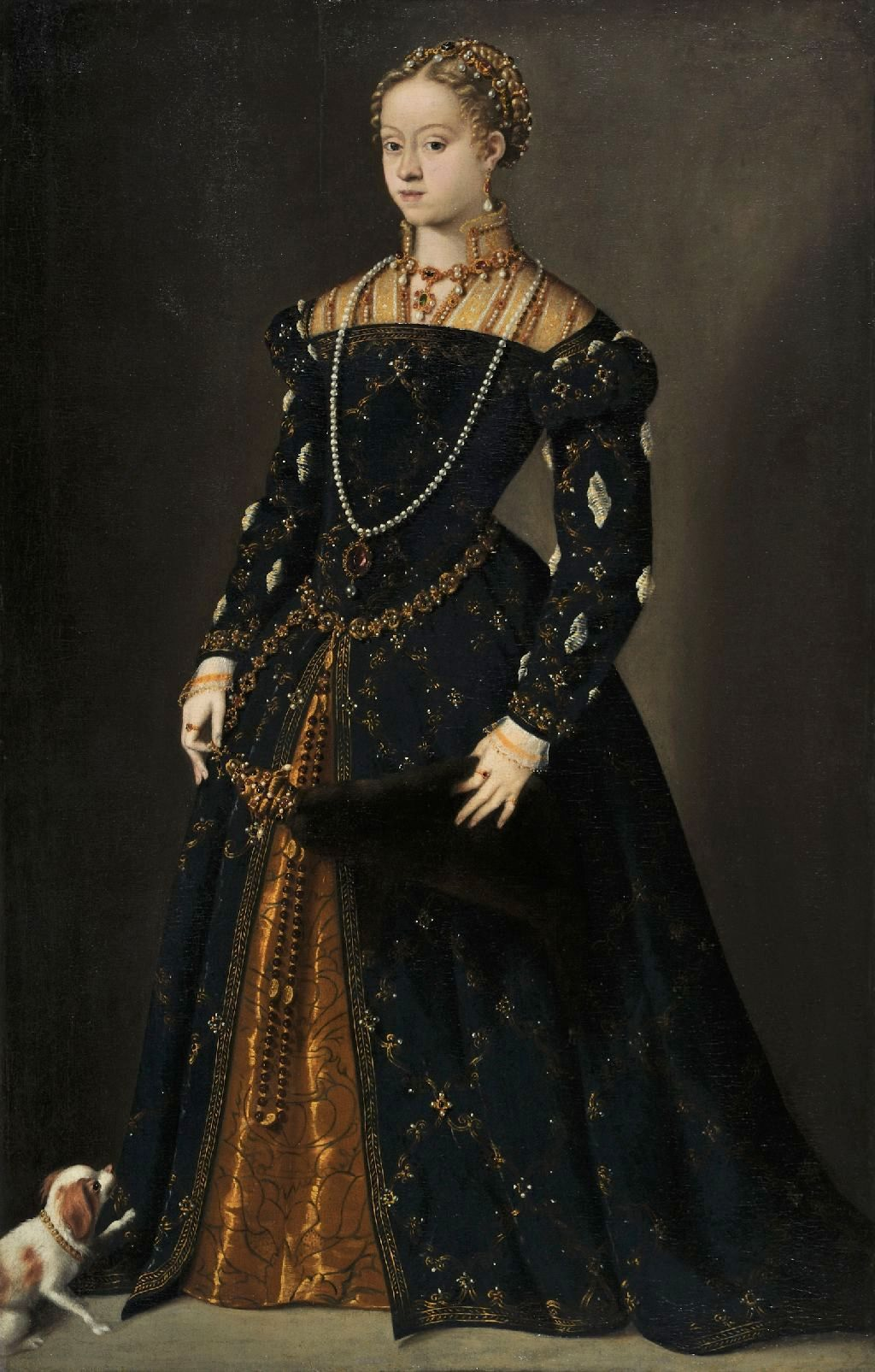
Ritratto di Caterina, di Tiziano (1548-1549)

### Secondo matrimonio: Regina di Polonia
Nel maggio del 1551, dopo la morte della sua seconda scandalosa moglie, Barbara Radziwiłł, il re di Polonia Sigismondo II Augusto rimase vedovo.
Il padre Ferdinando I propose il matrimonio tra Caterina e Sigismondo per creare un gruppo filo-asburgico all'interno della corte polacca. In particolare, voleva impedire l'assistenza dei polacchi alla sorella di Sigismondo, Isabella Jagellona e al figlio Giovanni Sigismondo Zápolya, nelle dispute sulla successione del Regno d'Ungheria. Sia Caterina che Sigismondo si opposero personalmente al matrimonio. Caterina incolpò Sigismondo di maltrattamenti e a provocare la morte prematura della sorella maggiore e sua prima moglie Elisabetta. Sigismondo temeva che Caterina sarebbe stata altrettanto poco attraente e di fragile di salute come Elisabetta. Tuttavia, gli Asburgo minacciarono di creare un'alleanza anti-polacca con la Russia.
All'inizio del 1553, Mikołaj "il Nero" Radziwiłł viaggiò alla corte di Ferdinando I, nel tentativo di persuadere l'imperatore a cessare la sua assistenza allo zar Ivan il Terribile. Radziwiłł aveva ulteriori ordini di viaggiare per indagare sulle opportunità di matrimonio con Matilde di Baviera o con una delle figlie di Ercole II d'Este. Tuttavia, l'imperatore convinse Radziwiłł che il matrimonio tra Caterina e Sigismondo era il migliore. Radziwiłł scrisse lettere entusiastiche a Sigismondo, che presto cedette e diede il suo consenso il 10 aprile 1553. La dispensa papale fu ricevuta il 20 maggio e il trattato di matrimonio fu firmato il 23 giugno. Lo stesso giorno ebbe luogo il matrimonio per procura. Il matrimonio effettivo è stato ritardato a causa della malattia di Sigismondo dal 1º luglio al 30 luglio. Le celebrazioni durarono 10 giorni. La dote di Caterina era di 100.000 fiorini, oltre a 500 grzywnas d'argento, 48 abiti costosi e circa 800 gioielli.
Caterina parlava italiano e quindi poteva comunicare con la regina madre Bona Sforza e la sua famiglia. Ella era ambiziosa e cercò di ottenere influenza politica nella corte polacca che causò l'ira di Sigismondo. Tuttavia, almeno all'inizio, tentò di andare d'accordo con sua moglie: aveva bisogno di un erede ed era acutamente consapevole delle critiche nei confronti del trattamento riservato alla sua prima moglie.
Nel febbraio 1554, la coppia reale si separò per la prima volta. Caterina era a Parczew, mentre Sigismondo frequentava il sejm a Lublino. Secondo il segretario reale Michał Trzebuchowski, la regina fu molto turbata dalla separazione e continuò a piangere. Quando Sigismondo visitò sua moglie il 9-10 aprile, Caterina lo informò che era incinta. Alla fine di aprile 1554, la coppia reale viaggiò in Lituania e il 25 maggio raggiunse Vilnius dove, con brevi pause, Caterina visse per nove anni. Non è chiaro se sia stato un aborto, una falsa gravidanza o un intrigo, ma non vi fu alcuna nascita nell'ottobre 1554. Caterina accompagnò suo marito al sejm nella primavera del 1555 e alle nozze per procura di Sofia Jagellona e Enrico V, duca di Brunswick-Lüneburg nel gennaio 1556. Ha continuato a mediare tra suo marito e suo padre, corrispondeva con Alberto, duca di Prussia ed era nota per le sue opinioni generalmente favorevoli sul protestantesimo. La dote di Caterina fu pagata da suo padre alla fine del 1555 o all'inizio del 1556. Pertanto, il 19 gennaio 1556, ricevette le città di Wiślica, Żarnów, Radom, Nowy Korczyn, Kozienice, Chęciny e Radoszyce. Nella primavera del 1556, la regina madre Bona Sforza tornò nella sua Italia e le sue due figlie non ancora sposate, Anna e Caterina, si trasferirono a Vilnius. Sembra che le tre donne siano diventate unite.
Nell'estate del 1558, la famiglia reale tornò in Polonia. In ottobre, Caterina si ammalò gravemente. La causa della malattia è sconosciuta in quanto non si fece visitare dai medici polacchi vicino a lei. Quando suo padre mandò un paio di medici austriaci, riferirono solo una febbre alta e brividi. La sua guarigione è stata interrotta da frequenti viaggi nell'estate del 1559 per evitare un'epidemia di peste. Caterina ritornò a Vilnius solo all'inizio del 1560 e si ammalò di nuovo. Sigismondo era convinto che fosse l'epilessia, la stessa malattia che tormentava la sua prima moglie e la sorella di Caterina. Il loro matrimonio divenne molto distante.
Nell'ottobre del 1562, alle nozze di Caterina e del duca Giovanni di Finlandia, la coppia si vide per l'ultima volta. Caterina visse a Vilnius e Hrodna prima di essere mandata a Radom nell'aprile del 1563. Sigismondo, cercò di ottenere l'annullamento del matrimonio perché voleva sposarsi per la quarta volta e assicurarsi un erede maschio. Nel gennaio 1565 Sigismondo si lamentò con il nunzio papale Giovanni Francesco Commendone che il matrimonio con Caterina era peccaminoso perché era una sorella della sua prima moglie, odiava la Polonia, che provocò l'aborto nel 1554 e che era fisicamente disgustato da sua moglie a causa della sua epilessia. A causa dell'influenza degli Asburgo, Papa Pio IV non permise il divorzio.
Nel luglio 1564, Ferdinando I morì e gli succedette il figlio Massimiliano II. Il nuovo imperatore inviò i suoi diplomatici Andreas Dudith e Wilhelm von Kurzbach per tentare di riconciliare Sigismondo con Caterina o, in caso di fallimento, per convincere Sigismondo a permettere a Caterina di lasciare la Polonia. Il piano per Caterina di fuggire fu portato a Sigismondo nel maggio 1565. Inizialmente rifiutò, temendo che avrebbe solo aumentato il sentimento anti-polacco nella corte degli Asburgo, ma in seguito cambiò idea perché credeva che la partenza di Caterina avrebbe reso più facile ottenere il divorzio. Verso la fine del 1565, partì per Wieluń. Tuttavia, i nobili polacchi interferirono e la sua partenza per Vienna fu rimandata fino all'8 ottobre 1566. In una lettera scritta ad Alberto, duca di Prussia, un giorno prima della sua partenza, Caterina espresse la sua decisione di tornare un giorno in Polonia.
Caterina non ricevette un caloroso benvenuto a Vienna, a causa del suo matrimonio fallito. L'imperatore Massimiliano II prolungò la sua permanenza e volle incontrare personalmente Sigismondo per discutere la questione. Sigismondo rifiutò. Nel marzo 1567, Andreas Dudith riferì che Sigismondo si rifiutava categoricamente di vivere con Caterina (a quanto riferito, una volta disse che sarebbe diventato un monaco se ciò significava che avrebbe potuto sbarazzarsi di lei) e che non avrebbe protestato se Caterina fosse rimasta in Austria. Allo stesso tempo, Sigismondo non specificò dove avrebbe dovuto vivere Caterina se fosse tornata in Polonia e non avrebbe stanziato denaro per la sua corte. Nel giugno del 1567, Caterina si ammalò seriamente di ciò che i dottori chiamavano la malinconia. A ottobre, dopo essersi ripresa, si è trasferita a Linz, dove ha vissuto i rimanenti cinque anni della sua vita.

### Morte
Secondo un testimone, Caterina visse come una vedova. Ha ricevuto 28.000 fiorini all'anno da Sigismondo per la sua corte di oltre cinquanta persone. Fu visitata dalla sua famiglia, studiò la Bibbia e altri lavori teologici, creò un giardino per le erbe medicinali e produsse vari rimedi erboristici. Sembra che lei volesse ancora tornare in Polonia: in lacrime chiese aiuto a Giovanni Francesco Commendone quando la visitò due volte e continuò a scrivere lettere a suo marito. Nel suo ultimo testamento, ha chiesto perdono a suo marito e gli ha lasciato tutti i gioielli che ha ricevuto da lui. La maggior parte del suo denaro è stato lasciato in beneficenza.
Caterina morì il 28 febbraio 1572 e fu sepolta nella cappella del castello. Quando l'imperatore Rodolfo II, ordinò la ricostruzione del castello, il suo corpo fu trasferito al monastero di San Floriano il 22 settembre 1599. Un funerale solenne fu organizzato solo dall'imperatore Mattia il 22 settembre 1614. Il sarcofago superstite fu costruito nel 1781.

## Ascendenza
|                        |                        |                            | Genitori                  |  |  | Nonni |  |  | Bisnonni                 |  |  | Trisnonni              |  |
|                        |                        |                            |                           |  |  |       |  |  | Massimiliano I d'Asburgo |  |  | Federico III d'Asburgo |  |
|                        |                        |                            |                           |  |  |       |  |  | Massimiliano I d'Asburgo |  |  | Federico III d'Asburgo |  |
|                        |                        | Eleonora d'Aviz            |                           |  |  |       |  |  | Massimiliano I d'Asburgo |  |  |                        |  |
| Filippo                |                        |                            |                           |  |  |       |  |  | Massimiliano I d'Asburgo |  |  |                        |  |
|                        |                        | Maria di Borgogna          | Carlo I di Borgogna       |  |  |       |  |  |                          |  |  |                        |  |
|                        |                        | Maria di Borgogna          | Carlo I di Borgogna       |  |  |       |  |  |                          |  |  |                        |  |
|                        |                        | Maria di Borgogna          | Isabella di Borbone       |  |  |       |  |  |                          |  |  |                        |  |
| Ferdinando I d'Asburgo |                        | Maria di Borgogna          |                           |  |  |       |  |  |                          |  |  |                        |  |
|                        |                        | Ferdinando II d'Aragona    | Giovanni II d'Aragona     |  |  |       |  |  |                          |  |  |                        |  |
|                        |                        | Ferdinando II d'Aragona    | Giovanni II d'Aragona     |  |  |       |  |  |                          |  |  |                        |  |
|                        |                        | Ferdinando II d'Aragona    | Giovanna Enríquez         |  |  |       |  |  |                          |  |  |                        |  |
| Giovanna di Castiglia  |                        | Ferdinando II d'Aragona    |                           |  |  |       |  |  |                          |  |  |                        |  |
|                        |                        | Isabella di Castiglia      | Giovanni II di Castiglia  |  |  |       |  |  |                          |  |  |                        |  |
|                        |                        | Isabella di Castiglia      | Giovanni II di Castiglia  |  |  |       |  |  |                          |  |  |                        |  |
|                        |                        | Isabella di Castiglia      | Isabella del Portogallo   |  |  |       |  |  |                          |  |  |                        |  |
| Caterina d'Austria     |                        | Isabella di Castiglia      |                           |  |  |       |  |  |                          |  |  |                        |  |
|                        | Casimiro IV di Polonia | Ladislao II di Polonia     |                           |  |  |       |  |  |                          |  |  |                        |  |
|                        | Casimiro IV di Polonia | Ladislao II di Polonia     |                           |  |  |       |  |  |                          |  |  |                        |  |
|                        | Casimiro IV di Polonia | Sofia Alšėniškė            |                           |  |  |       |  |  |                          |  |  |                        |  |
| Ladislao II di Boemia  | Casimiro IV di Polonia |                            |                           |  |  |       |  |  |                          |  |  |                        |  |
|                        |                        | Elisabetta d'Asburgo       | Alberto II d'Asburgo      |  |  |       |  |  |                          |  |  |                        |  |
|                        |                        | Elisabetta d'Asburgo       | Alberto II d'Asburgo      |  |  |       |  |  |                          |  |  |                        |  |
|                        |                        | Elisabetta d'Asburgo       | Elisabetta di Lussemburgo |  |  |       |  |  |                          |  |  |                        |  |
| Anna Jagellone         |                        | Elisabetta d'Asburgo       |                           |  |  |       |  |  |                          |  |  |                        |  |
|                        |                        | Gastone II di Foix-Candale | Giovanni di Foix-Candale  |  |  |       |  |  |                          |  |  |                        |  |
|                        |                        | Gastone II di Foix-Candale | Giovanni di Foix-Candale  |  |  |       |  |  |                          |  |  |                        |  |
|                        |                        | Gastone II di Foix-Candale | Margaret de la Pole       |  |  |       |  |  |                          |  |  |                        |  |
| Anna di Foix-Candale   |                        | Gastone II di Foix-Candale |                           |  |  |       |  |  |                          |  |  |                        |  |
|                        |                        | Caterina di Navarra        | Gastone IV di Foix        |  |  |       |  |  |                          |  |  |                        |  |
|                        |                        | Caterina di Navarra        | Gastone IV di Foix        |  |  |       |  |  |                          |  |  |                        |  |
|                        |                        | Caterina di Navarra        | Eleonora di Navarra       |  |  |       |  |  |                          |  |  |                        |  |
|                        |                        | Caterina di Navarra        |                           |  |  |       |  |  |                          |  |  |                        |  |